# Папуасская птица-носорог
Папуасская птица-носорог, или папуасский калао, или папуанский калао (лат. Rhyticeros plicatus) — крупная птица из семейства птиц-носорогов.

## Описание
Общая длина птицы вместе с хвостом 65—85 см, масса самцов 1,2—2,0 кг, самок 1,5—2,0 кг. Как и другие представители рода, отличается от настоящих калао наличием вместо рога надклювья с несколькими поперечными, роговыми, мозолистыми возвышениями в виде складок. Окраска оперения чёрная. Хвост белый, шея и голова, кроме темени светлые. Кожа горла у самца голая, грязно-голубого цвета, у самки — светло-желтая. У самок перья на голове чёрного цвета, а у самцов — рыже-коричневые. Существует ошибочное мнение, что число мозолистых складок у основания клюва соответствует числу лет птицы — такого соответствия нет, хотя число складок действительно с увеличивается возрастом птицы.

## Подвиды

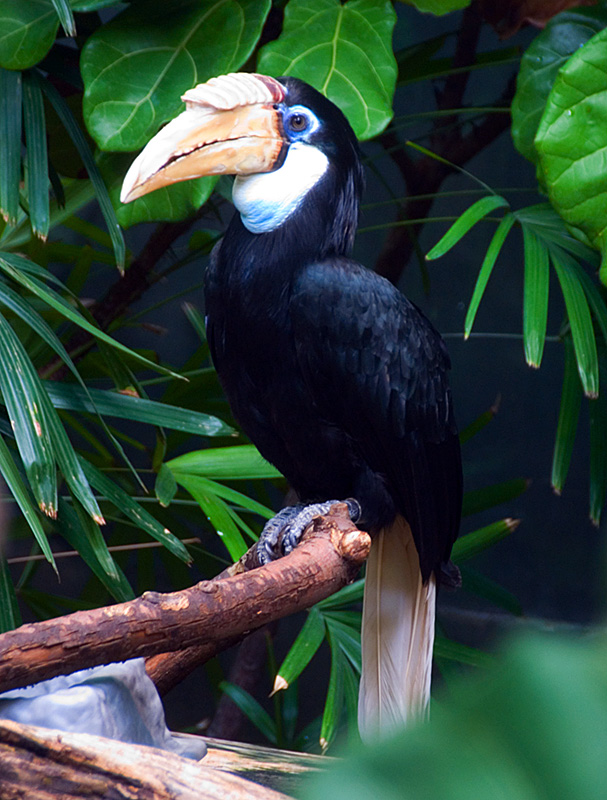
Самка

Ранее выделяли несколько подвидов папуасской птицы-носорога, которые в настоящее время рассматриваются как расы:
- R. p. plicatus (Pennant, 1781) — южные Молуккские острова;
- R. p. ruficollis (Vieillot, 1816) — северные Молуккские острова, западная Новая Гвинея;
- R. p. jungei Mayr, 1937 — восток Новой Гвинеи;
- R. p. dampieri Mayr, 1934 — архипелаг Бисмарка;
- R. p. harterti Mayr, 1934 — западные Соломоновы острова;
- R. p. mendanae Hartert, 1924 — центральные и юго-восточные Соломоновы острова.

## Образ жизни
По образу жизни сходен с другими птицами-носорогами. Питаются фруктами, преимущественно ягодами растений рода Фикус, насекомыми, мелкими беспозвоночными.